# Rona Cup 2013
Rona Cup 2013 byl hokejový turnaj konající se v Trenčíně v roce 2013. Pohár začal 15. srpna a skončil 17. srpna. Turnaj se uskutečnil podruhé jako memoriál Pavla Demitry. Titul získaly počtvrté ve své historii HC Košice.

## Tabulka
| Pozice | Tým               | Z | V | R | P | GS | GI | B |
| ------ | ----------------- | - | - | - | - | -- | -- | - |
| 1.     | HC Košice         | 3 | 3 | 0 | 0 | 14 | 7  | 6 |
| 2.     | HK 36 Skalica     | 3 | 2 | 1 | 0 | 17 | 10 | 5 |
| 3.     | PSG Zlín          | 3 | 1 | 1 | 1 | 12 | 12 | 3 |
| 4.     | HC Dukla Trenčín  | 3 | 1 | 0 | 2 | 8  | 8  | 2 |
| 5.     | HC Verva Litvínov | 3 | 1 | 0 | 2 | 7  | 10 | 2 |
| 6.     | HK Orange 20      | 3 | 0 | 0 | 3 | 6  | 17 | 0 |

Při rovnosti bodů rozhoduje rozdíl skóre

## Ocenění
|                  | Hráč            | Tým           |
| ---------------- | --------------- | ------------- |
| Nejlepší brankář | Alexander Hylák | HC Košice     |
| Nejlepší obránce | Jiří Marušák    | PSG Zlín      |
| Nejlepší útočník | Miroslav Lažo   | HK 36 Skalica |

## Výsledky
| 15. 8. 2013 13:00 | HK 36 Skalica | 6:6 (4:1, 1:2, 1:3) doplňující sam. nájezdy 2:0 | PSG Zlín | Zimní stadion Pavla Demitry Návštěvnost: 450 |  |
| Miroslav Lipovský | Miroslav Lipovský | Brankáři                                        | Libor Kašík | Rozhodčí: Stano Čároví: Mĺkvy Gegáň          |  |
| Petr Obdržálek – 00:59 Martin Vorúbalík – 09:54 Miroslav Lažo – 15:55 Bruno Mráz – 17:33 Tibor Kutálek – 22:37 Miroslav Lažo – 55:38 | Petr Obdržálek – 00:59 Martin Vorúbalík – 09:54 Miroslav Lažo – 15:55 Bruno Mráz – 17:33 Tibor Kutálek – 22:37 Miroslav Lažo – 55:38 | 1:0 1:1 2:1 3:1 4:1 5:1 5:2 5:3 5:4 5:5 5:6 6:6 | 6:21 – Jaroslav Balaštík 24:02 – Daniel Štumpf (PP) 33:23 – Petr Holík 49:49 – Pavel Kubiš 52:36 – Zdeněk Okál 54:03 – Jiří Marušák | Rozhodčí: Stano Čároví: Mĺkvy Gegáň          |  |
| 6 min | 6 min | Tresty                                          | 8 min | Rozhodčí: Stano Čároví: Mĺkvy Gegáň          |  |

| 15. 8. 2013 16:00 | HC Košice | 6:2 (0:1, 4:1, 2:0) doplňující sam. nájezdy 2:4 | HK Orange 20                                  | Zimní stadion Pavla Demitry Návštěvnost: ??? |  |
| Dominik Riečický | Dominik Riečický | Brankáři                                        | Richard Sabol                                 | Rozhodčí: Lokšík Čároví: Hutala Kuník        |  |
| Miroslav Macejko (PP) – 21:19 Richard Jenřík (PP) – 27:38 Michal Novák – 29:17 Juraj Cebák – 30:25 Matúš Matis – 46:18 Dušan Pašek – 51:02 | Miroslav Macejko (PP) – 21:19 Richard Jenřík (PP) – 27:38 Michal Novák – 29:17 Juraj Cebák – 30:25 Matúš Matis – 46:18 Dušan Pašek – 51:02 | 0:1 1:1 2:1 3:1 4:1 4:2 5:2 6:2                 | 18:31 - Daniel Rzavský 35:44 - Jozef Tibenský | Rozhodčí: Lokšík Čároví: Hutala Kuník        |  |
| 14 min | 14 min | Tresty                                          | 10 min                                        | Rozhodčí: Lokšík Čároví: Hutala Kuník        |  |

| 15. 8. 2013 19:00      | HC Dukla Trenčín       | 1:2 (0:1, 0:0, 1:1) doplňující sam. nájezdy 2:4 | HC Verva Litvínov                                   | Zimní stadion Pavla Demitry Návštěvnost: ??? |  |
| Adam Nagy              | Adam Nagy              | Brankáři                                        | Petr Franěk                                         | Rozhodčí: Stano Čároví: Mĺkvy Gegáň          |  |
| Radovan Trefný – 48:30 | Radovan Trefný – 48:30 | 0:1 0:2 1:2                                     | 07:39 – Rostislav Martynek 40:27 – Viktor Hübl (SH) | Rozhodčí: Stano Čároví: Mĺkvy Gegáň          |  |
| 8 min                  | 8 min                  | Tresty                                          | 8 min                                               | Rozhodčí: Stano Čároví: Mĺkvy Gegáň          |  |

| 16. 8. 2013 13:00 | HC Košice | 3:2 (2:0, 1:1, 0:1) doplňující sam. nájezdy 2:3 | PSG Zlín | Zimní stadion Pavla Demitry |  |

| 16. 8. 2013 16:00 | HK 36 Skalica | 4:2 (1:0, 2:2, 1:0) doplňující sam. nájezdy 0:0 | HC Verva Litvínov | Zimní stadion Pavla Demitry |  |

| 16. 8. 2013 19:00 | HC Dukla Trenčín | 4:2 (0:1, 1:1, 3:0) doplňující sam. nájezdy 0:1 | HK Orange 20 | Zimní stadion Pavla Demitry |  |

| 17. 8. 2013 13:00 | HC Košice | 5:3 (0:0, 3:3, 2:0) doplňující sam. nájezdy 2:0 | HC Verva Litvínov | Zimní stadion Pavla Demitry |  |

| 17. 8. 2013 16:00 | HK 36 Skalica | 7:2 (1:2, 3:0, 3:0) doplňující sam. nájezdy 0:2 | HK Orange 20 | Zimní stadion Pavla Demitry |  |

| 17. 8. 2013 19:00 | HC Dukla Trenčín | 3:4 (0:1, 2:0, 1:3) doplňující sam. nájezdy 1:1 | PSG Zlín | Zimní stadion Pavla Demitry |  |